# أنطونيلا بيفيلاكوا
أنطونيلا بيفيلاكوا (بالإيطالية: Antonella Bevilacqua)‏ هي منافسة ألعاب القوى إيطالية، ولدت في 15 أكتوبر 1971 في فودجا في إيطاليا.

## وصلات خارجية
- أنطونيلا بيفيلاكوا على موقع الاتحاد الدولي لألعاب القوى (الإنجليزية)
- أنطونيلا بيفيلاكوا على موقع الاتحاد الإيطالي لألعاب القوى (الإيطالية)
- أنطونيلا بيفيلاكوا على موقع اللجنة الأولمبية الدولية (الإنجليزية)
- أنطونيلا بيفيلاكوا على موقع أوليمبيديا (الإنجليزية)